# Blue Lines
Blue Lines — дебютный студийный альбом британского коллектива Massive Attack, выпущенный 8 апреля 1991 года на лейбле Virgin Records. 19 ноября 2012 года вышло официальное переиздание альбома в форматах CD и DVD.
Альбом достиг 13-й строчки в UK Albums Chart. Его продажи были ограничены в отдельных регионах. Слияние электронной музыки с такими жанрами, как хип-хоп, даб, регги и соул 70-х годов, позволили Massive Attack утвердить себя как одну из самых инновационных британских групп 90-х и как основателей жанра трип-хоп.

## История
Massive Attack работали над Blue Lines в течение восьми месяцев, с перерывами на Рождество и Чемпионат мира по футболу. Такие песни, как «Safe from Harm» (рус. В безопасности от зла) и «Lately» (рус. В последнее время), были в репертуаре участников группы, когда те были в составе «The Wild Bunch» — коллектива музыкантов и диджеев из Бристоля, существовавшего в период 1983 по 1989 годы.
Blue Lines, как правило, воспринимается как альбом жанра трип-хоп, название которого не имело широкого применения до 1994 года.
При создании Blue Lines группа черпала вдохновение из концептуальных альбомов самых разных жанров, исполнителями которых были Pink Floyd, Public Image Ltd, Билли Кобэм и Херби Хэнкок.
Музыкальный критик Саймон Рейнольдс заявлял, что альбом также оказал влияние и на электронно-танцевальный жанр, «сдвигаясь в сторону более объемного, медитативного звука». По его словам: «Песни из Blue Lines работают на 'косячных' темпах — из сочных, 90 битов в минуту…вплоть до положительно апатичных 67 битов в минуту».

## Структура
В Blue Lines присутствуют элементы брейкбита, сэмплинга и рэпа на нескольких треках, но основной его составляющей является традиционный хип-хоп. Massive Attack приблизились к рождённому в Америке хип-хоп движению начала 90-х годов, перевоплотив живые звуки инструментов в миксы. Помимо этого, они включали в себя вокальные партии Шары Нельсон — британской певицы и автора песен в жанре соул и R&B, вместе с речитативами Эдриана Тоуса, известного также как «Tricky» — иного основоположника жанра трип-хоп. Blue Lines пользовался популярностью на клубной сцене, так же как и на студенческих радиостанциях.
Шрифт, использовавшийся при создании обложки, — гельветика. Роберт Дель Ная признал тот факт, что на создание обложки его вдохновило изображение с обложки другого альбома — Inflammable Material панк-группы Stiff Little Fingers, на которой были изображены логотипы горючих материалов.

Партнёр Дель Наи, Daddy G, рассказывал: 
«Мы были ленивыми разгильдяями из Бристоля. Нене Черри стала тем человеком, кто дал нам пинка под зад и притащил в студию. Мы много записывались в её доме, в комнате её ребёнка. Там неприятно пахло в течение многих месяцев, и в конце концов мы нашли грязный подгузник за радиатором. Я все ещё был диджеем, но мы тогда пытались создать танцевальную музыку для головы, а не для ног. Я думаю, это самый свежий наш альбом».

## Награды
- В 1998 году по отзывам читателей музыкального журнала Q Magazine альбом занял 58-е, а в 2000 уже 9-е место среди самых великих альбомов Британии.
- в 2003 году альбом занял 395 место среди 500 величайших альбомов всех времён журнала Rolling Stone.
- Трек «Unfinished Sympathy» номинирован на звание лучшего сингла Британии 1991 года.

## Список композиций
Слова и музыка всех песен — Massive Attack (Грант Маршалл, Эндрю Ваулз, Роберт Дель Ная).
| №  | Название                          | Автор(ы)                                                                                                 | Длительность |
| -- | --------------------------------- | --- | ------------ |
| 1. | «Safe from Harm»                  | Massive Attack, Шара Нельсон, Билли Кобэм                                                                | 5:18         |
| 2. | «One Love»                        | Massive Attack, Хорас Энди, Клод Уильямс, Кобэм, Дэвид «Hawk» Волински                                   | 4:48         |
| 3. | «Blue Lines»                      | Massive Attack, Эдриан Тоуз, Макс Беннетт, Джеймс Браун, Ларри Карлтон, Джон Герин, Джо Сэмпл, Том Скотт | 4:21         |
| 4. | «Be Thankful for What You’ve Got» | Артур Ли, группа Love                                                                                    | 4:09         |
| 5. | «Five Man Army»                   | Massive Attack, Тоуз, Уильямс                                                                            | 6:04         |
| 6. | «Unfinished Sympathy»             | Massive Attack, Нельсон, Джонотан Шарп                                                                   | 5:08         |
| 7. | «Daydreaming»                     | Massive Attack, Нельсон, Тоуз, Валли Бадару                                                              | 4:14         |
| 8. | «Lately»                          | Massive Attack, Нельсон, Гус Редмонд, Лоуренс Браунли, Дж. Саймон, Ф. E. Саймон                          | 4:26         |
| 9. | «Hymn of the Big Wheel»           | Massive Attack, Энди, Нене Черри                                                                         | 6:36         |

## Участники записи
- Все треки спродюсированы Massive Attack, Кэмероном Маквэем (Cameron McVey) и Джонни Долларом (Jonny Dollar).
  - Роберт Дель Ная (Robert «3D» Del Naja) — вокал, клавишные
  - Грант Маршалл (Grantley «Daddy G» Marshall) — вокал
  - Эндрю Ваулз (Andrew «Mushroom» Vowles) — клавишные

1. «Safe from Harm»
  - Вокал: Шара Нельсон (Shara Nelson), Massive Attack
  - Записано: Coach House, Бристоль
  - Сведено: Matrix, Лондон
  - Звукорежиссёр: Джереми Эллом (Jeremy Allom)
2. «One Love»
  - Вокал: Хорас Энди (Horace Andy)
  - Записано: Coach House, Бристоль
  - Сведено: Konk Studios, Лондон
  - Звукорежиссёр: Брайан Чак Нью (Bryan Chuck New)
3. «Blue Lines»
  - Вокал: Massive Attack и Трики (Tricky)
  - Записано: Eastcote Studios, Лондон
  - Инженер: Кевин Петри (Kevin Petri)
  - Звукорежиссёр: Джереми Эллом
  - Бас-гитара: Пол Джонсон (Paul Johnson)
4. «Be Thankful for What You’ve Got»
  - Вокал: Тони Брайен (Tony Bryan)
  - Записано: Cherry Bear Studios
  - Сведено: Matrix, Лондон
  - Звукорежиссёр: Джереми Эллом
5. «Five Man Army»
  - Вокал: Massive Attack, Трики, Хорас Энди, Клод Уильямс (Claude «Willie Wee» Williams)
  - Записано: Eastcote Studios, Лондон
  - Инженер: Кевин Петри
  - Сведено: Matrix, Лондон
  - Звукорежиссёр: Джереми Эллом
6. «Unfinished Sympathy»
  - Вокал: Шара Нельсон
  - Записано: Coach House, Бристоль, и Abbey Road Studios, Лондон
  - Струнная аранжировка и дирижирование: Уил Мэлоун (Wil Malone)
  - Инженер струнных инструментов: Хэйден (Hayden)
  - Сведено: Matrix, Лондон
  - Звукорежиссёр: Джереми Эллом
  - Leader: Гевин Райт (Gavin Wright)
7. «Daydreaming»
  - Вокал: Massive Attack, Трики, Шара Нельсон
  - Записано: Cherry Bear Studios
  - Сведено: Konk Studios and Roundhouse, Лондон
  - Звукорежиссёр: Джереми Эллом
8. «Lately»
  - Вокал: Шара Нельсон
  - Записано и сведено: Coach House, Бристоль
  - Звукорежиссёр: Брайан Чак Нью
9. «Hymn of the Big Wheel»
  - Вокал: Хорас Энди
  - Дополнительная аранжировка: Нене Черри
  - Бэк-вокал: Нене Черри, Майкл Тэйлор (Michael «Mikey General» Taylor)
  - Записано: Coach House, Бристоль, и Hot Nights, Лондон
  - Сведено: Matrix, Лондон
  - Звукорежиссёр: Джереми Эллом

## Использованные семплы
- «Safe from Harm» — Billy Cobham «Stratus»
- «Blue Lines» — Tom Scott «Sneakin' in the Back»
- «Daydreaming» — Wally Badarou «Mambo»
- «Lately» — Lowrell Simon «Mellow Mellow Right On»